# We Are the Night
Albums de The Chemical Brothers
Push the Button
(2005) Further
(2010)
We Are the Night est un album de The Chemical Brothers sorti sous le label Virgin Records le 2 juillet 2007.

## Liste des pistes
| No  | Titre                          | Auteur                                    | Chant       | Durée |
| --- | ------------------------------ | ----------------------------------------- | ----------- | ----- |
| 1.  | No Path To Follow              | Willy Mason                               |             | 1:04  |
| 2.  | We Are The Night               | Riz Ortolani, Bill Bissett                |             | 6:33  |
| 3.  | All Rights Reversed            | Dev Hynes, James Wrighton, Jamie Reynolds | Klaxons     | 4:42  |
| 4.  | Saturate                       | Tom Rowlands, Ed Simons                   |             | 4:49  |
| 5.  | Do It Again                    | Ali Love                                  | Ali Love    | 5:32  |
| 6.  | Das Spiegel                    | Tom Rowlands, Ed Simons                   |             | 5:51  |
| 7.  | The Salmon Dance               | Derrick Stewart                           | Fatlip      | 3:40  |
| 8.  | Burst Generator                | Tom Rowlands, Ed Simons                   |             | 6:52  |
| 9.  | A Modern Midnight Conversation | Massey, Calabria                          |             | 5:56  |
| 10. | Battle Scars                   | Willy Mason                               | Willy Mason | 5:50  |
| 11. | Harpoons                       | Tom Rowlands, Ed Simons                   |             | 2:25  |
| 12. | The Pills Won't Help You Now   | Tim Smith                                 | Midlake     | 6:41  |

À noter que le morceau Saturate est en réalité une version courte de l'Electronic Battle Weapon 8.